# Lovely Summer-chan
Aika Imaizumi  (今泉愛夏 Imaizumi Aika?, nacida en Tokio el 29 de julio de 1995), conocida artísticamente como Lovely Summer-chan (ラブリーサマーちゃん Raburīsamā-chan?), es una cantautora japonesa.

## Carrera

### 2013-2015: Carrera musical temprana
En la escuela secundaria, Lovely Summer Chan fue parte del club de música ligera. La primera canción que compuso fue "Tsuki no Hikarikata". En 2013, comenzó a subir su música a SoundCloud.
Lovely Summer Chan cantó en el segundo single de Tofubeats, "Disco no Kami-sama", lanzado el 14 de marzo de 2014. En abril de 2014, lanzó de forma digital la canción "Hajimemashite", y en julio del mismo año, ella y la cantante Yoshino Arakawa abrieron una campaña de recaudación de fondos en Picnic para lanzar la versión física del álbum que hicieron en conjunto, Yoshi Yoshi, Summer! La campaña fue un éxito y se agotó en febrero de 2015. En diciembre de 2014, ella colaboró con Universe Nekoko, lanzando digitalmente "Universe Nekoko and Lovely Summer Chan".
Desde 2014 hasta 2015, Lovely Summer Chan la vocalista principal del grupo For Tracy Hyde. Lovely Summer Chan apareció en el EP de Kosmo Kat, Eresora, como un artista invitado en la canción "Eresora", que fue lanzado el 8 de julio de 2015. Pará su cumpleaños número 20, Lovely Summer Chan lanzó el sencillo "Bedroom no Yume" digitalmente el 29 de julio de 2015. El sencillo tuvo una versión física el 9 de september de 2015 bajo el nombre "Bedroom no Yume E.P.", y el 11 de november de 2015, Lovely Summer Chan lanzó un álbum debut titulado "#Lovely Music", con "Watashi no Suki na Mono" como la canción principal.

## Biografía
Nació en Tokio, Japón el 29 de julio de 1995.
Durante su infancia iba al parque con su madre a recoger tréboles blancos. En el tercer año de la escuela secundaria en 2011, comenzó a tocar la guitarra acústica que tenía en casa. Después de ingresar a la escuela secundaria, se inscribió en el club de biología y en el club de sonido ligero, tocando la guitarra. Comenzó a grabar y ha producir música con el programa Tracker que recibió en 2013 como regalo y empezó a cargar su música a SoundCloud.
Durante 2014 y 2015 ha sido miembro del grupo For Tracy Hyde.

## Familia
Su abuelo es el compositor Taku Imaizumi.
A sus padres les gustaba mucho la educación y cuando eran jóvenes, aprendieron piano, kendō, gimnasia rítmica, natación y tenis.

## Apariciones en medios

### Radio
- J-WAVE GOLD RUSH (4 de julio de 2014)
- Lovely Summer Channel ( ラブリーサマーちゃんねる) (noviembre - diciembre de 2016, en el programa Radio Dragon-Next de Tokyo FM)[12]
- LIKE SONG: Lovely Summer-chan (2019, Backstage Cafe)[13]

### Eventos de patrocinio y presentaciones en vivo
- なんかもうやけくそでラブリーサマー (Nanka mō yakekuso de raburīsamā) (3 de agosto de 2014 en BATICA)
- Yoshi yoshi, samā! Rirīsupātī (よしよし、サマー！リリースパーティー, 7 de marzo de 2015 en Shibuya)
- Hatachi no rabusama hajimete no nomikai (ハタチのラブサマ  はじめての飲み会, 31 de agosto de 2015)
- ラブサマなりの成人式 (Rabu-sama nari no seijin-shiki, 11 de enero de 2016, TSUTAYA)
- Raburīsamā Sonikku (ラブリーサマーソニック, 20 de agosto de 2016)
- LSC 〜Lovely Spring, Coming!〜 (10 de marzo de 2017)
- Raburīsamā Sonikku 2018 (ラブリーサマーソニック2018, 6 de octubre de 2018)
- Lovely Summer-chan One-Man Live "Millennium" (ラブリーサマーちゃんワンマンライブ「ミレニアム, Raburīsamā-chan wanmanraibu 'mireniamu', 30 de abril de 2019)
- Lovely Summer Sonic 2019 (ラブリーサマーソニック2019, Raburīsamā Sonikku 2019, 28 de noviembre de 2019)

## Discografía

### Álbumes
|    | Fecha de lanzamiento     | Título                                                               | N° de catálogo                            | Canciones | Notas |
| -- | ------------------------ | -------------------------------------------------------------------- | ----------------------------------------- | --- | --- |
| 1° | 19 de marzo de 2014      | ラブリーサマーちゃんのファーストデモ (Raburīsamā-chan no fāsutodemo) |                                           | 9 canciones 1. 味噌煮込みハンバーグの唄 (Miso nikomi hanbāgu no uta) 2. My Sweet Chocolate Baby!! 3. 魚の目シンパシ (Uonome shinpashī) 4. mis 5. あなたは煙草 私はシャボン （セルフリミックス）(Anata wa tabako watashi wa shabon (serufurimikkusu)) 6. おやすみ (Oyasumi) 7. 笑い話 （弾き語りバージョン）(Waraibanashi (hikigatari bājon)) 8. 水星 （カバー）(Suisei (kabā)) 9. Kon'ya wa bugī bakku (Kawa) (今夜はブギー・バック （カバー)) | |
| 2° | 4 de febrero de 2015     | よしよし、サマー！(Yoshi yoshi, samā!)                               |                                           | 9 canciones 1. はじめまして 2. Moonlight 3. Starlight 4. mis 5. アネモネ 6. よるのしじまに思うこと 7. Yumetatsu Glider 8. アネモネ (Avec Avec Remix) 9. Moonlight (The Wedding Mistakes Remix) | Bajo el nombre de "Lovely Summer-chan and Yoshino Yoshikawa"(ラブリーサマーちゃんと芳川よしの, Raburīsamā chanto Yoshikawa Yoshi no) |
| 3° | 11 de noviembre de 2015  | #ラブリーミュージック (#Raburīmyūjikku)                              |                                           | 8 canciones 1. Intro 2. はじめまして 3. ベッドルームの夢 (L.p. edit) 4. 私の好きなもの 5. ルミネセンス 6. 笑い話 (piano ver.) 7. mis 8. おやすみ | |
| 4° | 2 de noviembre de 2016   | LSC                                                                  | 【初回版】VIZL-1023 【通常版】VICL-64617  | 【LSC】12 canciones 1. あなたは煙草 私はシャボン 2. PART-TIME ROBOT 3. 青い瞬きの途中で 4. 202 feat. 泉まくら (New Mix) 5. 私の好きなもの (New Mix) 6. 月の光り方 7. 水星 8. わたしのうた 9. 魚の目シンパシー 10. ベッドルームの夢 (New Recording) 11. 天国はまだ遠い 12. 僕らなら 【初回盤付属：ETC】 (Shokai-ban fuzoku: ETC) 9 canciones 1. LOVE(ハート)でしょ？(Pro.by 無敵DEAD SNAKE) 2. Song 4 U 3. First Regrets 4. Another Sunny Daze 5. 最高の夜だぜ 6. Divine Hammer 7. 私の好きなもの (Yunomi Remix) 8. 笑い話 (Lovely Club Mix) Remixed by USYN 9. あなたは煙草 私はシャボン (Herrokkin Remix) | |
| 5° | 16 de septiembre de 2020 | THE THIRD SUMMER OF LOVE                                             | 【初回版】COCP-41239 【通常版】COCP-41240 | 11 canciones 1. AH! 2. More Light 3. 心ない人 4. I Told You A Lie 5. 豆台風 6. LSC2000 7. ミレニアム 8. アトレーユ 9. サンタクロースにお願い 10. どうしたいの? 11. ヒーローズをうたって | |

### Sencillos
| Lanzamiento              | Título                                  | Notas                                                 |
| ------------------------ | --------------------------------------- | ----------------------------------------------------- |
| 2 de abril de 2014       | はじめまして                            | Bajo el nombre de "Lovely Summer y Yoshino Yoshikawa" |
| abril de 2014            | おやすみ                                | S                                                     |
| 2 de agosto de 2014      | ルミネセンス                            | S                                                     |
| 10 de diciembre de 2014  | 宇宙ネコ子とラブリーサマーちゃん        | Bajo el nombre de "Space Cat y Lovely Summer"         |
| 29 de julio de 2015      | ベッドルームの夢                        | Solo a través de iTunes Store                         |
| 9 de septiembre de 2015  | ベッドルームの夢 e.p.                   | Agotado                                               |
| 6 de abril de 2016       | LOVE♡でしょ？（Pro. by 無敵DEAD SNAKE） | Agotado                                               |
| 18 de mayo de 2016       | PART-TIME ROBOT                         | Agotado                                               |
| 22 de junio de 2016      | 青い瞬きの途中で                        | Agotado                                               |
| 28 de septiembre de 2016 | 202 feat.泉まくら                       | Liberado en registro analógico Agotado                |
| 22 de abril de 2019      | ミレニアム / 今は少年のままの君         | Entrega limitada                                      |
| 20 de noviembre de 2019  | LSC2000/サンタクロースにお願い          | Entrega/lanzamiento limitado                          |
| 15 de abril de 2020      | 心ない人/どうしたいの?                  | Entrega/lanzamiento limitado                          |

### Extended plays
|     | Lanzamiento         | Título     | N° de catálogo | Canciones                                                                           | Notas |
| --- | ------------------- | ---------- | -------------- | ----------------------------------------------------------------------------------- | ----- |
| 1st | 2 de agosto de 2017 | 人間の土地 | VICL-1170      | 4 canciones 1. FLY FLY FLY 2. 海を見に行こう 3. ファミリア 4. High and Dry (カバー) |       |

### Otras participaciones
| Lanzamiento    | Título                                                                          | Notas                                                                    |
| -------------- | ------------------------------------------------------------------------------- | ------------------------------------------------------------------------ |
| 2014年2月5日   | 術ノ穴Presents HELLO!!!vol. 7                                                   | 「あなたは煙草 私はシャボン」の参加                                      |
| 2014年4月9日   | 乙女の秘密 - 無敵DEAD SNAKE                                                     | ゲストボーカルでの参加 サウンドクラウドでの公開                          |
| 2014年4月27日  | In Fear Of Love - For Tracy Hyde                                                | フリーダウンロード                                                       |
| 2014年4月30日  | ディスコの神様 feat. 藤井隆 - tofubeats                                         | コーラスでの参加                                                         |
| 2014年5月7日   | TOKYO (FUCK REAL LIFE) (feat. ラブリーサマーちゃん & Sarah Bonito) - ©OOL JAPAN | ゲストボーカルでの参加 サウンドクラウドでの公開                          |
| 2014年5月7日   | Rush Hour(feat. Sarah Bonito & ラブリーサマーちゃん) - ©OOL JAPAN               | ゲストボーカルでの参加 サウンドクラウドでの公開                          |
| 2014年8月31日  | Born To be Breathtaken - For Tracy Hyde                                         | ライブ会場・配信限定                                                     |
| 2014年10月26日 | Shady Lane Sherbet/Ferris Wheel Coma - For Tracy Hyde                           | ライブ会場限定                                                           |
| 2015年2月25日  | SNOWTOWN - FOLKS                                                                | 1.CAPITAL MORNING ゲストボーカルでの参加                                 |
| 2015年7月7日   | エレ空feat.ラブリーサマーちゃん&Cherry Brown - KOSMO KAT                        | 作詞・ボーカルで参加 フリーダウンロード                                  |
| 2016年8月17日  | 日々のあわ - 宇宙ネコ子                                                         | 1.Divine Hammer 8.日々のあわ ゲストボーカルでの参加                      |
| 2017年3月15日  | 桜 super love - サニーデイ・サービス                                            | 2.桜 super love（ly summer chan remix） リミックスで参加                 |
| 2018年7月5日   | なつめきサマーEP - the peggies                                                  | 4.ちゅるりらサマフィッシュ〜ラブリーサマーちゃんRemix〜 リミックスで参加 |
| 2018年10月31日 | Quartier Latin - 1e1                                                            | 6.Trace 歌唱で参加                                                       |
| 2019年12月21日 | 醒めないままで(feat.ラブリーサマーちゃん) - kodani園芸                          | 歌唱で参加                                                               |

## Publicaciones
- Quick Japan. Lovely Summer's" Request for a Lifetime (ラブリーサマーちゃんの (一生のお願い)), vol.132.[14]